# Big yellow taxi
Big yellow taxi is een nummer uit 1970, geschreven door Joni Mitchell. In april van dat jaar werd het nummer op single uitgebracht.

## Joni Mitchell
Joni Mitchell werd geïnspireerd tot het schrijven van dit nummer tijdens een bezoek aan Hawaï. Ze keek vanuit het raam van haar hotel naar het berglandschap aan de Stille Zuidzee en daarna naar beneden, naar de parkeerplaats. Deze leek onafzienbaar en het scherpe contrast met het 'paradijs' dat ze even daarvoor had gezien bracht een schok bij haar teweeg. Het lied gaat onder andere in op het vernietigen van een natuurlijk landschap en het gebruik van DDT.
Met de zin "Don't it always seem to go / That you don't know what you've got / Till it's gone" hekelt de artieste de kortzichtigheid van velen die pas de waarde van iets beseffen, wanneer het te laat is.
De plaat werd een radiohit in diverse landen. In thuisland Canada werd de 14e positie bereikt, in de Verenigde Staten de 24e positie in de Billboard Hot 100. In Australië werd de 6e positie bereikt en in het Verenigd Koninkrijk de 11e positie in de UK Singles Chart.
In Nederland werd de plaat destijds veel gedraaid op Radio Veronica, Radio Mi Amigo, Radio Caroline en Hilversum 3 en werd een radiohit. De plaat bereikte de 27e positie in de Nederlandse Top 40 op Radio Veronica en de 19e positie in de Hilversum 3 Top 30 op Hilversum 3.
In België werden zowel de Vlaamse Ultratop 50 als de Vlaamse Radio 2 Top 30 niet bereikt.

## Hitnoteringen

### Nederlandse Top 40
| Hitnotering: 05-09-1970 t/m 26-09-1970 | Hitnotering: 05-09-1970 t/m 26-09-1970 | Hitnotering: 05-09-1970 t/m 26-09-1970 | Hitnotering: 05-09-1970 t/m 26-09-1970 | Hitnotering: 05-09-1970 t/m 26-09-1970 | Hitnotering: 05-09-1970 t/m 26-09-1970 |
| Week:                                  | 1                                      | 2                                      | 3                                      | 4                                      |                                        |
| -------------------------------------- | -------------------------------------- | -------------------------------------- | -------------------------------------- | -------------------------------------- | -------------------------------------- |
| Positie:                               | 40                                     | 30                                     | 27                                     | 28                                     | uit                                    |

### Hilversum 3 Top 30
| Hitnotering: 12-09-1970 t/m 03-10-1970 | Hitnotering: 12-09-1970 t/m 03-10-1970 | Hitnotering: 12-09-1970 t/m 03-10-1970 | Hitnotering: 12-09-1970 t/m 03-10-1970 | Hitnotering: 12-09-1970 t/m 03-10-1970 | Hitnotering: 12-09-1970 t/m 03-10-1970 |
| Week:                                  | 1                                      | 2                                      | 3                                      | 4                                      |                                        |
| -------------------------------------- | -------------------------------------- | -------------------------------------- | -------------------------------------- | -------------------------------------- | -------------------------------------- |
| Positie:                               | 27                                     | 20                                     | 19                                     | 29                                     | uit                                    |

### NPO Radio 2 Top 2000
| Nummer met noteringen in de NPO Radio 2 Top 2000 | '00  | '01  | '02  | '03  | '04  | '05  | '06  | '07  | '08  | '09  | '10  | '11  | '12  | '13  | '14  |
| ------------------------------------------------ | ---- | ---- | ---- | ---- | ---- | ---- | ---- | ---- | ---- | ---- | ---- | ---- | ---- | ---- | ---- |
| Big Yellow Taxi                                  | 1819 | 1990 | 1765 | 1369 | 1276 | 1860 | 1896 | 1744 | 1658 | 1526 | 1368 | 1564 | 1489 | 1463 | 1886 |

1. ↑  Een vetgedrukt getal geeft de hoogste notering aan.
2. ↑  2000 was het eerste jaar met een notering voor dit nummer.
3. ↑  Deze tabel is bijgewerkt tot en met de laatste editie (2024).

## Counting Crows & Vanessa Carlton
De versie van Counting Crows en Vanessa Carlton werd gebruikt als soundtrack voor de film Two Weeks Notice. Het nummer werd een grote hit en is nog steeds een van hun bekendste nummers.

### Hitnoteringen

#### Nederlandse Top 40
| Hitnotering: 15-02-2003 t/m 26-04-2003 | Hitnotering: 15-02-2003 t/m 26-04-2003 | Hitnotering: 15-02-2003 t/m 26-04-2003 | Hitnotering: 15-02-2003 t/m 26-04-2003 | Hitnotering: 15-02-2003 t/m 26-04-2003 | Hitnotering: 15-02-2003 t/m 26-04-2003 | Hitnotering: 15-02-2003 t/m 26-04-2003 | Hitnotering: 15-02-2003 t/m 26-04-2003 | Hitnotering: 15-02-2003 t/m 26-04-2003 | Hitnotering: 15-02-2003 t/m 26-04-2003 | Hitnotering: 15-02-2003 t/m 26-04-2003 | Hitnotering: 15-02-2003 t/m 26-04-2003 | Hitnotering: 15-02-2003 t/m 26-04-2003 |
| Week:                                  | 1                                      | 2                                      | 3                                      | 4                                      | 5                                      | 6                                      | 7                                      | 8                                      | 9                                      | 10                                     | 11                                     |                                        |
| -------------------------------------- | -------------------------------------- | -------------------------------------- | -------------------------------------- | -------------------------------------- | -------------------------------------- | -------------------------------------- | -------------------------------------- | -------------------------------------- | -------------------------------------- | -------------------------------------- | -------------------------------------- | -------------------------------------- |
| Positie:                               | 25                                     | 19                                     | 20                                     | 19                                     | 20                                     | 21                                     | 24                                     | 27                                     | 27                                     | 30                                     | 34                                     | uit                                    |

#### NederlandseSingle Top 100
| Hitnotering: 08-02-2003 t/m 14-06-2003 | Hitnotering: 08-02-2003 t/m 14-06-2003 | Hitnotering: 08-02-2003 t/m 14-06-2003 | Hitnotering: 08-02-2003 t/m 14-06-2003 | Hitnotering: 08-02-2003 t/m 14-06-2003 | Hitnotering: 08-02-2003 t/m 14-06-2003 | Hitnotering: 08-02-2003 t/m 14-06-2003 | Hitnotering: 08-02-2003 t/m 14-06-2003 | Hitnotering: 08-02-2003 t/m 14-06-2003 | Hitnotering: 08-02-2003 t/m 14-06-2003 | Hitnotering: 08-02-2003 t/m 14-06-2003 | Hitnotering: 08-02-2003 t/m 14-06-2003 | Hitnotering: 08-02-2003 t/m 14-06-2003 | Hitnotering: 08-02-2003 t/m 14-06-2003 | Hitnotering: 08-02-2003 t/m 14-06-2003 | Hitnotering: 08-02-2003 t/m 14-06-2003 | Hitnotering: 08-02-2003 t/m 14-06-2003 | Hitnotering: 08-02-2003 t/m 14-06-2003 | Hitnotering: 08-02-2003 t/m 14-06-2003 | Hitnotering: 08-02-2003 t/m 14-06-2003 | Hitnotering: 08-02-2003 t/m 14-06-2003 |
| Week:                                  | 1                                      | 2                                      | 3                                      | 4                                      | 5                                      | 6                                      | 7                                      | 8                                      | 9                                      | 10                                     | 11                                     | 12                                     | 13                                     | 14                                     | 15                                     | 16                                     | 17                                     | 18                                     | 19                                     |                                        |
| -------------------------------------- | -------------------------------------- | -------------------------------------- | -------------------------------------- | -------------------------------------- | -------------------------------------- | -------------------------------------- | -------------------------------------- | -------------------------------------- | -------------------------------------- | -------------------------------------- | -------------------------------------- | -------------------------------------- | -------------------------------------- | -------------------------------------- | -------------------------------------- | -------------------------------------- | -------------------------------------- | -------------------------------------- | -------------------------------------- | -------------------------------------- |
| Positie:                               | 80                                     | 26                                     | 23                                     | 27                                     | 25                                     | 28                                     | 37                                     | 38                                     | 42                                     | 45                                     | 50                                     | 54                                     | 58                                     | 68                                     | 70                                     | 71                                     | 72                                     | 75                                     | 76                                     | uit                                    |

#### VlaamseUltratop 50
| Hitnotering: 22-02-2003 t/m 29-03-2003 | Hitnotering: 22-02-2003 t/m 29-03-2003 | Hitnotering: 22-02-2003 t/m 29-03-2003 | Hitnotering: 22-02-2003 t/m 29-03-2003 | Hitnotering: 22-02-2003 t/m 29-03-2003 | Hitnotering: 22-02-2003 t/m 29-03-2003 | Hitnotering: 22-02-2003 t/m 29-03-2003 | Hitnotering: 22-02-2003 t/m 29-03-2003 |
| Week:                                  | 1                                      | 2                                      | 3                                      | 4                                      | 5                                      | 6                                      |                                        |
| -------------------------------------- | -------------------------------------- | -------------------------------------- | -------------------------------------- | -------------------------------------- | -------------------------------------- | -------------------------------------- | -------------------------------------- |
| Positie:                               | 39                                     | 41                                     | 41                                     | 33                                     | 40                                     | 48                                     | uit                                    |

#### NPO Radio 2 Top 2000
| Nummer met noteringen in de NPO Radio 2 Top 2000   | '05  | '06  | '07  | '08  | '09  | '10  | '11  | '12 | '13  |
| -------------------------------------------------- | ---- | ---- | ---- | ---- | ---- | ---- | ---- | --- | ---- |
| Big Yellow Taxi (Counting Crows & Vanessa Carlton) | 1577 | 1946 | 1322 | 1882 | 1950 | 1693 | 1726 | -   | 1880 |

1. ↑  Een '-' betekent dat het nummer niet was genoteerd en een vetgedrukt getal geeft de hoogste notering aan.
2. ↑  2005 was het eerste jaar met een notering voor dit nummer.
3. ↑  Deze tabel is bijgewerkt tot en met de laatste editie (2024).

## Overige versies
Vele andere artiesten hebben covers van dit nummer opgenomen, onder wie Amy Grant, Melanie Safka, Sandi Thom, Billie Joe Armstrong, Kaya, Pinhead Gunpowder, Paul Tillotson, Moya Brennan, Keb Mo, Chris Thomas King, Keren Ann, het a capella-kwintet Toxic Audio en Bob Dylan, die de tekst deels herschreef.

## Trivia
- Een regel uit Big yellow taxi komt voor als sample op de hit Got 'til it's gone van Janet Jackson.
- Joe Dassin maakte er een Franstalige versie van: Le grand parking.